# Компенсатори лінійного теплового розширення трубопроводів

Рис. 1. Компенсуючі трубні відводи.

Рис. 2. Хвилястий трубний компенсатор.

Компенсатори лінійного теплового розширення трубопроводів — спеціальні конструкції, що дозволяють убезпечити промислові та магістральні трубопроводи від руйнування при сезонних коливаннях температури навколишнього середовища.

## Загальний опис
Геометрична форма предметів може бути змінена як шляхом силового на них впливу, так і при зміні їх температури. Дані фізичні явища призводять до того, що трубопровід, який монтується в ненавантаженому стані і без температурного впливу, в процесі експлуатації під тиском або впливом температур зазнає деяких лінійних розширень або стисків, які негативно впливають на його експлуатаційні якості.
У разі коли немає можливості компенсувати розширення, відбувається деформація трубопровідної системи. При цьому можуть виникнути пошкодження фланцевих ущільнень та тих місць з'єднання між собою труб.
Завдяки спеціальним відводам, що вварюються в трубопровід, можна компенсувати природне лінійне розширення труб. Для цього використовуються компенсуючі U-подібні, Z-подібні та кутові відводи, а також лірні компенсатори (рис. 1).
Вони приймають лінійне розширення труб з допомогою своєї деформації. Однак такий спосіб можливий лише з деякими обмеженнями. У трубопроводах з високим тиском компенсації розширення використовуються коліна під різними кутами. Через тиск, що діє у таких відводах, можливе посилення корозії.
Хвилясті трубні компенсатори складаються з тонкостінної гофрованої металевої труби, яка називається сильфоном і розтягується в напрямку трубопроводу (рис. 2).
Дані пристрої встановлюються у трубопровід. Попередній натяг використовується як спеціальний компенсатор розширення.